# Định dạng đĩa
Định dạng đĩa là quá trình chuẩn bị thiết bị lưu trữ dữ liệu như đĩa cứng, đĩa thể rắn, đĩa mềm hoặc flash USB để sử dụng ban đầu. Trong một số trường hợp, thao tác định dạng cũng có thể tạo một hoặc nhiều hệ thống tệp mới. Phần đầu tiên của quá trình định dạng thực hiện chuẩn bị cơ bản trung bình thường được gọi là "định dạng cấp thấp". Phân vùng là thuật ngữ chung cho phần thứ hai của quá trình, làm cho thiết bị lưu trữ dữ liệu hiển thị với hệ điều hành. Phần thứ ba của quá trình, thường được gọi là "định dạng cấp cao" thường đề cập đến quá trình tạo hệ thống tệp mới. Trong một số hệ điều hành, tất cả hoặc một phần của ba quy trình này có thể được kết hợp hoặc lặp lại ở các mức khác nhau và thuật ngữ "định dạng" được hiểu là hoạt động trong đó môi trường đĩa mới được chuẩn bị đầy đủ để lưu trữ tệp tin.
Như một quy tắc chung, định dạng một đĩa để lại nhiều nhất nếu không phải tất cả dữ liệu hiện có trên môi trường đĩa; một số hoặc hầu hết trong số đó có thể được phục hồi với các công cụ đặc biệt. Các công cụ đặc biệt có thể xóa dữ liệu người dùng bằng một lệnh ghi đè duy nhất lên trên tất cả các tệp và không gian trống.